# Elijjahu Ben Elisar
Elijjahu Ben Elisar (hebr.: אליהו בן אלישר, ang.: Eliyahu Ben-Elissar, Eliahu Ben Elissar, ur. 2 sierpnia 1932 w Radomiu, zm. 12 sierpnia 2000 w Paryżu) – izraelski historyk, dyplomata i polityk, pierwszy ambasador Izraela w krajach arabskich – w latach 1980–1981 w Egipcie. W latach 1981–1996 poseł do Knesetu z listy Likudu, następnie ambasador w Stanach Zjednoczonych (1996–1998) i we Francji (1998–2000).

## Życiorys
Urodził się 2 sierpnia 1932 w Radomiu jako Eli Gottlieb. Podczas II wojny światowej trafił do getta, jako dziesięciolatek został z niego potajemnie wywieziony i w 1942 wyemigrował do stanowiącej brytyjski mandat Palestyny. Jego rodzice i rodzina zginęła w Holocauście. Jako nastolatek działał w Lechi – radykalnej zbrojnej organizacji rewizjonistycznej.
W 1950 opuścił Izrael. Studiował we Francji i Szwajcarii. Na Uniwersytecie Paryskim uzyskał bakalaureat z nauk społecznych, a następnie tytuł Master of Arts z prawa międzynarodowego. Na Uniwersytecie Genewskim uzyskał stopień doktorski (PhD). Podczas studiów został zwerbowany przez Mosad i z Europy kontrolował działania agentów operujących w krajach arabskich. Służył w Siłach Obronnych Izraela do 1965, kiedy to został reprezentantem prawicowych partii Herutu, a następnie Likudu w Światowej Organizacji Syjonistycznej.
Po  wyborach parlamentarnych w 1977 – pierwszych zwycięskich dla prawicy w historii Izraela – został dyrektorem generalnym w Kancelarii Premiera Menachema Begina. Stał na czele izraelskiego zespołu podczas negocjacji pokojowych z  Egiptem w Camp David zakończonych podpisaniem przez Begina i Sadata historycznego porozumienia.
Urząd sprawował do 1980 kiedy to, w następstwie Camp David i podpisania traktatu pokojowego, został pierwszym ambasadorem Izraela w Egipcie, a tym samym pierwszym izraelskim ambasadorem w krajach arabskich.
W kolejnym roku zakończył swoją misję, a w wyborach parlamentarnych w 1981 dostał się po raz pierwszy do izraelskiego parlamentu z listy Likudu. W dziesiątym Knesecie przewodniczył komisji spraw zagranicznych i obrony. Uzyskał reelekcję w 1984, a w Knesecie jedenastej kadencji zasiadał w komisji spraw zagranicznych i obrony. Powrócił na fotel przewodniczącego w dwunastym Knesecie po tym jak w wyborach w 1988 po raz trzeci został wybrany posłem. W kolejnych wyborach utrzymał mandat posła, a w trzynastym Knesecie, obok zasiadania w tej samej komisji, był przewodniczącym izraelsko-japońskiej parlamentarnej grupy przyjaźni.
Po raz piąty został wybrany posłem w wyborach w 1996 jednak już 1 września 1996 zrezygnował z zasiadania w parlamencie, a jego mandat poselski przypadł Re’uwenowi Riwlinowi. Elijjahu Ben Elisar powrócił do dyplomacji – zastąpił Itamara Rabinowicza na placówce w Waszyngtonie, zostając na dwa lata ambasadorem w Stanach Zjednoczonych. W 1998 stanowisko to przejął Zalman Szowal, zaś Elijjahu Ben Elisar został ambasadorem we Francji. Zmarł na placówce w Paryżu 12 sierpnia 2000.
Jest autorem, opublikowanych po francusku, prac historycznych: La Guerre Israelo-Arabe i La Diplomatie du Troisieme Reich et les Juifs, a także książki Sadat and his Legacy.

## Życie prywatne
Od 1979 był żonaty z Nicą, mieli dwoje dzieci – córkę i syna.